# Mistrzostwa Świata w Tenisie Stołowym 1937
11. Mistrzostwa świata w tenisie stołowym odbyły się w dniach 1–7 lutego 1937 roku w Baden. Złote medale zdobywali zawodnicy z Czechosłowacji, Austrii i Stanów Zjednoczonych.

## Końcowa klasyfikacja medalowa
| Miejsce | Państwo           | Złoto | Srebro | Brąz | Razem |
| ------- | ----------------- | ----- | ------ | ---- | ----- |
| 1       | Stany Zjednoczone | 4     | 0      | 1    | 5     |
| 2       | Czechosłowacja    | 2     | 1      | 5    | 8     |
| 3       | Austria           | 2     | 1      | 2    | 5     |
| 4       | III Rzesza        | 0     | 1      | 2    | 3     |
| 5       | Anglia            | 0     | 1      | 1    | 2     |
| 5       | Węgry             | 0     | 1      | 1    | 2     |
| 7       | Polska            | 0     | 1      | 0    | 1     |
| 8       | Rumunia           | 0     | 0      | 1    | 1     |

## Medaliści
| Konkurencja:               | Złoto:                             | Srebro:                          | Brąz:                                                             |
| gra pojedyncza kobiet      | Ruth Aarons Gertrude Pritzi        |                                  | Marie Kettnerová Hilde Bussmann                                   |
| gra pojedyncza mężczyzn    | Richard Bergmann                   | Alojzy Ehrlich                   | Hans Hartinger Ferenc Soos                                        |
| gra podwójna kobiet        | Vlasta Depterisova Věra Votrubcová | Margaret Osborne Wendy Woodhead  | Lilian Hutchings Stefanie Werle Marie Kettnerová Annemarie Schulz |
| gra podwójna mężczyzn      | Robert Blattner James McClure      | Richard Bergmann Helmut Goebel   | Miloslav Hamr Frantisek Hanec Pivec Adolf Slar Vaclav Tereba      |
| gra mieszana               | Bohumil Váňa Věra Votrubcová       | Stanislav Kolář Marie Kettnerová | Geza Eros Angelica Rozeanu Abe Berenbaum Emily Fuller             |
| konkurs drużynowy mężczyzn | Stany Zjednoczone                  | Węgry                            | Czechosłowacja                                                    |
| konkurs drużynowy kobiet   | Stany Zjednoczone                  | III Rzesza                       | Czechosłowacja                                                    |